# Képes Történelem
A Képes Történelem 25 kötetes történelemkönyv-sorozat, melyet az 1960-as évek és az 1980-as évek között adott ki a Móra Ferenc Könyvkiadó (1964–1989, az utolsó években már csak újrakiadások, utánnyomások voltak).

## Koncepciója, jellemzői
A sorozatot F. Kemény Márta szerkesztette. Minden 150-160 oldalas kötet a történelem egy-egy korszakáról nyújt átfogó képet, 200-250 fényképet és rajzot tartalmaz, melyeket rendszerint kivágható mellékletként is csatoltak a könyvhöz. A kötetek sikerüknek köszönhetően több kiadást is megéltek. ISSN-je: HU ISSN 0453-6541.
1995-ben a Móra kiadó két kötet erejéig felújított kiadásokat is közreadott azonos sorozatcímmel (Korona és kard, "Emlékezzünk régiekről..."), ám a folytatás elmaradt.

## A sorozat kötetei
Az első kiadások egy része az ISBN bevezetése előtt történt.

### Magyar történelem
- László Gyula: „Emlékezzünk régiekről…” (a Kárpát-medence egykori népeinek története és a honfoglalás; 1979, ISBN 963-11-1044-3)
- Hegedüs Géza: Korona és kard (Magyarország a XI–XIII. században; 1965)
- Varga Domokos: Magyarország virágzása és romlása (Magyarország a XIV–XV. században; 1970)
- Lengyel Balázs: A török Magyarországon (Magyarország a XVI–XVII. században; 1971)
- R. Várkonyi Ágnes: Két pogány közt (a Rákóczi-szabadságharc története; 1968)
- Fekete Sándor: Haza és haladás (a reformküzdelmek kora; 1966)
- Márkus István: Forradalom és szabadságharc 1848–49 (1966)
- Csaba József–Varga Domokos: Vér és arany (az abszolutizmus és dualizmus kora; 1982, ISBN 963-11-3021-5)
- Zalka Miklós: Mindenkihez! (a Magyar Tanácsköztársaság története; 1969)
- Fekete Gyula: Fortélyos félelem igazgat (Magyarország 1919–1945 között; 1970)
- Kende János–Sipos Péter–Blaskovits János–Filyó Mihály: …Míg megvalósul gyönyörű képességünk, a rend (a magyar munkásmozgalom története 1918–1978; 1978, ISBN 963-11-1569-0)

### Egyetemes történelem
- Varga Domokos: Ős Napkelet (Mezopotámia és Egyiptom, az ókori India és Kína; 1973, ISBN 963-11-0451-6)
- Szabó Miklós: Hellasz fénykora (Görögország az i. e. V. században; 1972)
- Falus Róbert: A római birodalom (1981, ISBN 963-11-2498-3)
- Varga Domokos–Vekerdi László: Európa születése (a feudalizmus kialakulása; 1977, ISBN 963-11-0909-7)
- Makkai László: A reneszánsz világa (1974, ISBN 963-11-0086-3)
- Erdődy János: Bocskorosok hadinépe (a nagy európai parasztháborúk; 1969)
- Erdődy János: Küzdelem a tengerekért (a nagy felfedezések kora; 1964)
- Márkus István: Európa élre tör (Európa fejlődése a XV–XVII. században; 1986, ISBN 963-11-5064-x)
- Fekete Sándor: A nagy francia forradalom (1972)
- R. Szabó Jenő: Polgárháború Észak-Amerikában (1976, ISBN 963-11-0588-1)
- Randé Jenő: A gépek forradalma (az ipari forradalom története; 1968)
- Gondos Ernő: Az első világháború és előzményei 1870–1918 (1977, ISBN 963-11-0737-x)
- Földes Péter: A Nagy Október (a Nagy Októberi Szocialista Forradalom története; 1967)
- D. Major Klára: Lángoló világ (a második világháború története; 1967)

### Tervezett kötet
Egy kötet nem valósult meg:
- D. Major Klára: Forradalmak százada (a XIX. század forradalmainak története)

## Új Képes Történelem
A Helikon Kiadó az 1996–2008 között Új Képes Történelem címen újraindította a sorozatot.